# K2 (svensk hårdrockgrupp)
K2 (också känd som Kee Marcello's K2) är en hårdrocksgrupp bestående av tre killar där en av medlemmarna är Kee Marcello (känd från Europe) som även var med och startade bandet. Mest känt är bandet för sin medverkan i Melodifestivalen 2005 när de (tillsammans med Alannah Myles) tävlade med "We got it all" som slutade sjua i den tredje deltävlingen i Skellefteå.

## Diskografi
Studioalbum
- Melon Demon Divine (2004)